# 選抜高等学校野球大会 (三重県勢)
選抜高等学校野球大会（いわゆる「春の甲子園」「センバツ」）においての三重県勢の成績について記す。

## 歴代の代表校
- 1969年に三重が春の選抜大会では三重県勢初の全国制覇を果たす。

| 年度                 | 代表校                      | 全国大会戦績 | 全国大会成績      |
| -------------------- | --------------------------- | --- | ----------------- |
| 1947年（第19回大会） | 富田中（初出場）            | 1回戦 2－22 田辺中（和歌山） | 1回戦敗退         |
| 1960年（第32回大会） | 松阪商（初出場）            | 2回戦 5－0 柳川商（福岡） 準々決勝 2－4 米子東（鳥取）                                                                          | ベスト8           |
| 1963年（第35回大会） | 松阪商（3年ぶり2回目）      | 1回戦 0－3 上尾（埼玉） | 1回戦敗退         |
| 1966年（第38回大会） | 三重（初出場）              | 2回戦 3－5 宇部商（山口） | 2回戦（初戦）敗退 |
| 1967年（第39回大会） | 三重（2年連続2回目）        | 2回戦 0－5 市和歌山商（和歌山）                                                                                                 | 2回戦（初戦）敗退 |
| 1969年（第41回大会） | 三重（2年ぶり3回目）        | 1回戦 3－1 向陽（和歌山） 2回戦 6－2 平安（京都） 準々決勝 4－3 尼崎西（兵庫） 準決勝 2－0 浪商（大阪） 決勝 12－0 堀越（東京） | 優勝              |
| 1970年（第42回大会） | 三重（2年連続4回目）        | 1回戦 6－3 平安（京都） 2回戦 3－2 堀越（東京） 準々決勝 1－4 箕島（和歌山）                                                    | ベスト8           |
| 1971年（第43回大会） | 三重（3年連続5回目）        | 1回戦 2－7 近大付（大阪） | 1回戦敗退         |
| 1985年（第57回大会） | 明野（初出場）              | 1回戦 4－2 長野（長野） 2回戦 2－3× 東北（宮城）                                                                                | 2回戦敗退         |
| 1987年（第59回大会） | 明野（2年ぶり2回目）        | 1回戦 11－2 大田（島根） 2回戦 1－2 甲府工（山梨）                                                                              | 2回戦敗退         |
| 1988年（第60回大会） | 明野（2年連続3回目）        | 2回戦 0－8 近大付（大阪） | 2回戦（初戦）敗退 |
| 1989年（第61回大会） | 日生学園第二（初出場）      | 1回戦 0－12 龍谷（佐賀） | 1回戦敗退         |
| 1990年（第62回大会） | 三重（19年ぶり6回目）       | 1回戦 4－3 神戸弘陵（兵庫） 2回戦 5×－4 柳ケ浦（大分） 準々決勝 3－4 北陽（大阪）                                               | ベスト8           |
| 1991年（第63回大会） | 三重（2年連続7回目）        | 1回戦 2－7 天理（奈良） | 1回戦敗退         |
| 1992年（第64回大会） | 四日市工（初出場）          | 1回戦 1－14 PL学園（大阪） | 1回戦敗退         |
| 1992年（第64回大会） | 三重（3年連続8回目）        | 1回戦 4×－3 松山商（愛媛） 2回戦 3－1 新野（徳島） 準々決勝 2－3 帝京（東京）                                                   | ベスト8           |
| 1993年（第65回大会） | 海星（初出場）              | 2回戦 2－4× 東筑紫学園（福岡）                                                                                                  | 2回戦（初戦）敗退 |
| 1994年（第66回大会） | 桑名西（初出場）            | 1回戦 1－0 星稜（石川） 2回戦 9－1 山梨学院大付（山梨） 準々決勝 5－3 小倉東（福岡） 準決勝 3－13 常総学院（茨城）              | ベスト4           |
| 1995年（第67回大会） | 三重（3年ぶり9回目）        | 1回戦 0－4 星稜（石川） | 1回戦敗退         |
| 1996年（第68回大会） | 津田学園（初出場）          | 1回戦 1－12 小倉東（福岡） | 1回戦敗退         |
| 1997年（第69回大会） | 桑名西（3年ぶり2回目）      | 1回戦 2－9 国学院栃木（栃木）                                                                                                   | 1回戦敗退         |
| 1998年（第70回大会） | 鈴鹿（初出場）              | 2回戦 1－14 関大一（大阪） | 2回戦（初戦）敗退 |
| 1999年（第71回大会） | 海星（6年ぶり2回目）        | 1回戦 5－4 九産大九州（福岡） 2回戦 5－1 明徳義塾（高知） 準々決勝 3－4 水戸商（茨城）                                          | ベスト8           |
| 2000年（第72回大会） | 四日市工（8年ぶり2回目）    | 1回戦 14－1 戸畑（福岡） 2回戦 7－8 明徳義塾（高知）                                                                            | 2回戦敗退         |
| 2001年（第73回大会） | 四日市工（2年ぶり3回目）    | 2回戦 0－1 藤代（茨城） | 2回戦（初戦）敗退 |
| 2002年（第74回大会） | 津田学園（6年ぶり2回目）    | 1回戦 8－2 札幌日大（北海道） 2回戦 2－8 福井商（福井）                                                                         | 2回戦敗退         |
| 2008年（第80回大会） | 宇治山田商（初出場）        | 2回戦 4×－3 安房（千葉） 3回戦 1－2 智弁和歌山（和歌山）                                                                        | 3回戦敗退         |
| 2010年（第82回大会） | 三重（15年ぶり10回目）      | 1回戦 6×－5 今治西（愛媛） 2回戦 2－3× 帝京（東京）                                                                             | 2回戦敗退         |
| 2012年（第84回大会） | 三重（2年ぶり11回目）       | 1回戦 6－5 鳥取城北（鳥取） 2回戦 0－2 浦和学院（埼玉）                                                                         | 2回戦敗退         |
| 2013年（第85回大会） | 菰野（初出場）              | 2回戦 0－7 北照（北海道） | 2回戦（初戦）敗退 |
| 2014年（第86回大会） | 三重（2年ぶり12回目）       | 1回戦 2－7 智弁学園（奈良） | 1回戦（初戦）敗退 |
| 2016年（第88回大会） | いなべ総合（初出場）        | 1回戦 6－7× 高松商（香川） | 1回戦（初戦）敗退 |
| 2018年（第90回大会） | 三重（4年ぶり13回目）       | 2回戦 8－0 日大三（東京） 3回戦 2－1 乙訓（京都） 準々決勝 14－9 星稜（石川） 準決勝 2－3× 大阪桐蔭                             | ベスト4           |
| 2019年（第91回大会） | 津田学園（17年ぶり3回目）   | 1回戦 0－2 龍谷大平安（京都）                                                                                                   | 1回戦（初戦）敗退 |
| 2024年（第96回大会） | 宇治山田商（16年ぶり2回目） | 1回戦 5－4 東海大福岡（福岡） 2回戦 6－7 中央学院（千葉）                                                                       | 2回戦敗退         |

## 通算成績
| 出場 | 試合 | 勝利 | 敗戦 | 引分 | 勝率 | 優勝 | 準優勝 | ベスト4 | ベスト8 |
| ---- | ---- | ---- | ---- | ---- | ---- | ---- | ------ | ------- | ------- |
| 35   | 62   | 28   | 34   | 0    | .452 | 1    | 0      | 2       | 5       |

## 三重代表の学校別成績
- 2024年選抜終了時点

|    | 校名（前身校）   | 出場回数(回) | 選抜成績 | 初出場年(年) | 最終出場(年) | 最高成績  |
| -- | ---------------- | ------------ | -------- | ------------ | ------------ | --------- |
| 1  | 三重             | 13           | 16勝12敗 | 1966         | 2018         | 優勝1回   |
| 2  | 明野             | 3            | 2勝3敗   | 1985         | 1988         | 2回戦敗退 |
| 3  | 四日市工         | 3            | 1勝3敗   | 1992         | 2001         | 2回戦敗退 |
| 4  | 桑名西           | 2            | 3勝2敗   | 1994         | 1997         | ベスト4   |
| 5  | 海星             | 2            | 2勝2敗   | 1993         | 1999         | ベスト8   |
| 6  | 松阪商           | 2            | 1勝2敗   | 1960         | 1963         | ベスト8   |
| 7  | 津田学園         | 3            | 1勝3敗   | 1996         | 2019         | 2回戦敗退 |
| 8  | 宇治山田商       | 2            | 2勝2敗   | 2008         | 2024         | 3回戦敗退 |
| 9  | 四日市（富田中） | 1            | 0勝1敗   | 1947         | 1947         | 初戦敗退  |
| 10 | 青山（日生第二） | 1            | 0勝1敗   | 1989         | 1989         | 初戦敗退  |
| 11 | 鈴鹿             | 1            | 0勝1敗   | 1998         | 1998         | 初戦敗退  |
| 12 | 菰野             | 1            | 0勝1敗   | 2013         | 2013         | 初戦敗退  |
| 13 | いなべ総合       | 1            | 0勝1敗   | 2016         | 2016         | 初戦敗退  |
| -  | 三重県           | 35           | 28勝34敗 | 1947         | 2024         | 優勝1回   |